# Dumitru Găleșanu
Dumitru Găleșanu (AFI: pronunciación rumano: /duˈmitru gəleˈʃanu/; 5 de diciembre de 1955, comuna Tia Mare, pueblo Potlogeni, distrito de Olt) es un jurista, escritor y poeta rumano posmoderno, ensayista e ilustrador de libros.

## Hitos biográficos
Dumitru Găleșanu es hijo de Aurica (de soltera Crăciunescu) y de Ion At. Găleşanu de la comuna Tia Mare, pueblo Potlogeni, distrito de Olt - ambos agricultores y cada uno teniendo una ascendencia rumana de la región de Oltenia.
Atendió los cursos preuniversitarios en la “Escuela de Enseñanza Primaria y Secundaria con clases I-VIII’ de su lugar de nacimiento Potlogeni, distrito de Olt (1962-1970), en el Colegio de Química de Craiova, distrito de Dolj (1970-1973), así como en el Colegio de Matemáticas-Física ‘Vasile Roaită’ de Râmnicu Vâlcea (1973-1979), que subsiguientemente se convirtió en el Colegio Nacional ‘Mircea cel Bătrân’, durante el período 1975-1976, interrumpiendo los cursos de secundaria, con el fin de satisfacer el servicio militar en Bucarest-Otopeni.
Cursó los estudios de grado en Universidad Babeş-Bolyai (UBB) de Cluj-Napoca, Facultad de Derecho, modalidad Ciencias Jurídicas, especialización Derecho (1981-1986).
Cursos de formación de posgrado de un año de duración, especialización Derecho civil-comercial, en la Universidad Babeș-Bolyai de Cluj-Napoca, Facultad de Derecho (2003-2004). Estudios de Maestría, especializado en Instituciones de Derecho Privado Rumano, en la Universidad ‘Lucian Blaga’ de Sibiu, Facultad de Derecho ‘Simion Bărnuţiu’ (2004-2006).

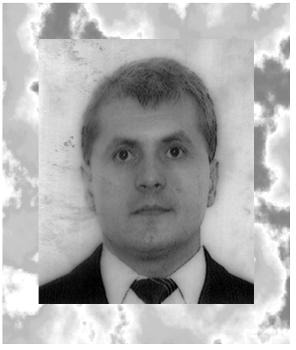
Dumitru Găleșanu en Râmnicu Vâlcea en el año 1998.

En el período entre el 1 de noviembre de 1989 – 3 de septiembre de 2014, siguió su carrera profesional en magistratura, cumpliendo la función de magistrado-juez, primero en la Sección Mixta (penal, civil) del Juzgado de Râmnicu Vâlcea - hasta la fecha del 31 de octubre de 1997, y luego continuando en la Sección Civil I del Tribunal de Vâlcea, distrito de Vâlcea.
Su pasión por literatura y la belleza cultural-artística, de manera muy especial por la poesía, nació desde niño, durante los años en que cursaba las clases de la Escuela General de su ciudad natal y ésta se alimenta de su continuo e inquebrantable amor por el arte y conocimiento en general, en la orientación y posterior desarrollo artístico siendo atraído por escritura creativa y las ideas innovadoras de épocas socioculturales diferentes y de varios escritores y poetas, librepensadores y científicos un papel importante en este sentido siendo ejercitado por la lectura de obras escritas por: Mihai Eminescu, Lucian Blaga, Nichita Stănescu, Marco Lucchesi, Platón, Immanuel Kant, Georg Wilhelm Friedrich Hegel, Albert Einstein, Erwin Schrödinger, Werner Heisenberg, Hubert Reeves, John D. Barrow, Lee Smolin, Stephen Hawking, Simón Singh.
Después de más de 27 años de actividad jurídica, de los cuales más de 24 años pasados en la justicia, exclusivamente en la función pública de juez, Dumitru Găleșanu dejó de trabajar en este ámbito como resultado de su jubilación,continuando a dedicarse aún más a su pasión por la cultura y a actividades en el campo de la creación literaria y artística.

## Actividad literaria y editorial
Estudios y artículos en el área ocupacional jurídica, incluidos en el volumen 1er Congreso Internacional de Investigación Fundacional en Derecho y Filosofía del Derecho: Bucarest, 28-29 de mayo de 2005, coord. académico Alexandru Boboc et al. (Editorial Cartea Universitară, Bucarest, 2006), y en la Revista Crítica de Derecho y Filosofía del Derecho, vol.2, n.º 1-2, marzo-junio 2005, Bucarest.
Hizo su debut editorial, el 25 de julio de 2010, cob el volumen lírico-filosófico Emoții în multivers/Emotions into multiverse (Emociones en multiverso), edición bilingüe rumano-inglés, en Editorial Tracus Arte de Bucarest, editorial con la que continuó colaborando en los años siguientes.
Desde el año 2012 publicó creaciones literarias en revistas nacionales e internacionales de arte y cultura, tales como: New York Magazin y Lumină Lină/Gracious Light/ Luz Graciosa (Nueva York), Armonías Culturales (Adjud), Noua Provincia Corvina (Hunedoara), Destinos literarios (Montréal), Il Convivio y Cultura e Prospettive (Castiglione de Sicilia), El banquete (Petroşani), Antiguo Hogar (Târgu Mureş), Luz del mundo (Râmnicu Vâlcea), Oltart (Slatina), Romanian Global News (Bucarest) y otros.

## Afiliaciones literarias
Fue miembro de la Sociedad Literaria ‘Anton Pann’ de Râmnicu Vâlcea (Noviembre 1986 - Enero 1990). Miembro de la Asociación Cultural ‘Euterpe’ APS de Jesi - Ancona, Italia. Miembro de la Academia Internacional ‘Il Convivio’, Castiglione di Sicilia - Catania, Italia.

## Trabajo literario. Libros publicados
- Emoții în multivers/Emotions into multiverse (Emociones en multiverso), edición rumano - inglés, Ed. Tracus Arte, Bucarest, 2010.[10]
- Pe corzile luminii/Sulle stringhe di luce (Sobre las cuerdas de la luz), edición rumana - italiana, Ed. Tracus Arte, Bucarest, 2011.[11]
- Fugă spre roșu/Fuggire verso il rosso (Fuga hacia el rojo), edición rumano-italiana, Ed. Tracus Arte, Bucarest, 2012.[12][13]
- Însemnele materiei/Insegne della materia (Los signos de la materia), edición rumano-italiana, Ed. Tracus Arte, Bucarest, 2013.[14]
- Addéndum, edición rumano - italiano - inglés, Ed. Tracus Arte, Bucarest, 2014.[15]
- Ante*metafísica: antología lírica del autor, edición para bibliófilos, Eikon Publishing House, Cluj-Napoca, 2015.[16]
- Tratat pentru nemurire/Trattato per l'immortalita (Tratado sobre la inmortalidad), edición rumano-italiana, Ed. Tracus Arte, Bucarest, 2016.[17]
- Axiomele infinității/Assiomi dell'infinità (Los axiomas del infinito), edición rumana-italiana, Ed. Tracus Arte, Bucarest, 2017.[18]
- Ante*metafísica: antología lírica, segunda edición revisada y añadida', Ed. Eikon, Bucarest, 2018.[19]
- Poetică metafizică/Poetica metafisica (Poética metafísica), edición rumano-italiana, Ed. Tracus Arte, Bucarest, 2019. [20]
- Luminile omului: lírica filosófica  (Las luces del hombre: la poesía lírica filosófica), Ed. Univers Enciclopedic Gold, Bucarest, 2020, ISBN 978-606-704-783-7.
- The Lights of Man: the philosophical lyric poetry, traducción al inglés de Andreea Moise, Ed. Eikon, Bucarest, 2021, ISBN 978-606-49-0465-2.
- Le luci dellʼuomo: lirica filosofica, traducido al italiano por Mihaela Cîrțog, Ed. Eikon, Bucarest, 2021, ISBN 978-606-49-0464-5.[21]
- In aeternum poetic@, Ed. Eikon, Bucarest, 2022, ISBN 978-606-49-0626-7.[22]
- Mirabile iubiri. Antologie de gânduri și amintiri/Mirabili amori. Antologia di pensieri e ricordi (Amores maravillosos. Antología de pensamientos y recuerdos), prosa, edición bilingüe rumano-italiana, Ed. Eikon, Bucarest, 2023, ISBN 978-606-49-1005-9.[23]

## Presencia en antologías
- Maratón de poesía, blues y jazz 2012, Ed. Tracus Arte, Bucarest, 2012;
- Meridianos líricos -  Antología Universal de Poesía Rumana Contemporánea (124 poetas contemporáneos), coord. Gheorghe A. Stroia, Ed. Armonii Culturale, Adjud, 2012;
- Antología de escritores rumanos contemporáneos de todo el mundo. Starpress 2014/Lʼantologia degli scrittori romeni contemporanei del mondo intero, coordinar Ligya Diaconescu, edición rumano - italiano, Ed. Fortuna, Râmnicu Vâlcea, 2014;
- Actores entre las estrellas. Antología de poesía rumana contemporánea, vol.1, coord. Gheorghe A. Stroia, Ed. Armonii Culturale, Adjud, 2016;
- (en italiano)Tu sai che era amore - LʼAnthologia delle opere vincitrici della IX Edizione del "Premio Internazionale di Poesia Don Luigi Di Liegro 2017 ", coord. Renato Fiorito, Ed. Ilmiolibro autoedición, Roma, 2017;
- En diálogo con el corazón. Entrevistas con escritores rumanos contemporáneos, vol.4, Gheorghe A. Stroia, Ed. Cultural Harmonies, Adjud, 2018;
- (en italiano) Antología de la VII edición del Premio Nazionale di Poesia "L'arte in versi" (Varios Autores), coord. Lorenzo Spurio, Ed. Associazione Culturale Euterpe APS, Jesi, (AN), 2018;
- (en italiano) Varios autores. Antología – X° Concorso letterario nazionale “Città di Cologna Spiaggia”, Ed. Associazione Culturale Il Faro, Cologna Spiaggia di Roseto degli Abruzzi (TE), 2019;
- (en italiano) Fiori di Poesia [Per la Giornata Mondiale della Poesia], coord. Lorenzo Spurio, Ed. Associazione di Promozione Sociale Euterpe, Jesi, (AN), 2022;
- Poemas peregrinos: antología de poesía rumana contemporánea, coord. Carmen Bulzan, edición rumano - español, Ed. Kult, Drobeta-Turnu Severin, 2022, ISBN 978-606-95452-8-7;
- Poemas Peregrinos: antología de poesía rumana contemporánea, edición en español, Carmen Bulzan y Luis Cruz-Villalobos, Ed. Poesía Independiente, Santiago de Chile, 2023, ISBN 979-839-02837-5-2;
- (en alemán) Rumänische Lyrikanthologie - Von den Anfängen bis heute, Band VI ("Antología de Poesía rumana - Desde los inicios hasta hoy, volumen VI"), Christian W. Schenk, edición alemana, Ed. Dionysos, Boppard, 2024, ISBN 979-888-372-4830.

## Premios y honores
- Premio alla Carriera, Concurso Internacional ‘Poesía, Prosa ed. Arti Figurative’ y Premio teatrale ‘Angelo Musco’ - <Il Convivio> 2016, XVI edición, sección ‘Libro edita. Poesía’, Giardini Naxos di Messina, Sicilia, Italia (30.X.2016)[24]
- El premio especial por el mejor libro de un autor extranjero [Premio speciale per miglior libro di autore straniero], Concurso Premio Nazionale di Poesia «L'arte in versi» 2018, 7ª edición, con la obra Tratado de la Inmortalidad/Trattato per I’immortalità, Jesi (AN), Italia (10.XI.2018)[25]
- Premio especial ‘Provincia di Teramo’, Concurso Literario Nacional ‘Città di Cologna Spiaggia’ 2019, X edición, sección ‘Silloge poetica’, por el volumen Axiomas del infinito, Roseto degli Abruzzi (TE), Italia (29.IX.2019)[26]